# Землетрясение у южного побережья Австралии (2010)
Землетрясение магнитудой 3,8 произошло 16 апреля 2010 года в 13:57:26 (UTC) на побережье Южной Австралии, в 2,5 км к северу от города Макклсфилд. Гипоцентр землетрясения располагался на глубине 26 км.
Землетрясение ощущалось в населённых пунктах: Аделаида, Краферс, Бриджуотер, Голер, Маунт-Баркер, Марри-Бридж, Виктор-Харбор.
Общественный отклик на это событие был значительным. Служба экстренного вызова 000 получала непрерывные звонки в течение часа, несмотря на отсутствие травм, пожаров или значительных повреждений. Местная редакция радио ABC вела прямой репортаж о землетрясении. В результате землетрясения сообщений о жертвах и крупных разрушениях не поступало. Экономический ущерб составил менее 1 млн долларов США.

## Тектонические условия региона
Австралия расположена на Индо-Австралийской плите, которая занимает полуостров Индостан, восточную часть Индийского океана (Аравийская Центральная, Кокосовая, Западно- и Южно-Австралийские котловины и разделяющие их поднятия), Австралийский континент, Новую Гвинею, Новую Зеландию, моря юго-западной части Тихого океана (Тасманово, Фиджи, Коралловое). Западная и юго-западная граница Индо-Австралийской литосферной плиты проводится по осевым зонам Аравийско-Индийского, Центрально-Индийского хребтов и Австрало-Антарктического поднятия, где она граничит с Африканской и Антарктической литосферными плитами. Северная граница с Евразийской литосферной плитой проводится по системе альпийских краевых прогибов, обрамляющих Индостанскую древнюю платформу (Предкиртхарский, Предсулейманский, Предгималайский, Предараканский). Далее на юго-востоке с Евразийской плитой граница проходит по Зондскому жёлобу вплоть до Новой Гвинеи. С Тихоокеанской литосферной плитой Индо-Австралийская граничит по жёлобу Ману севернее островов Адмиралтейства, по системе мелких желобов восточнее Соломоновых островов и по жёлобу Кермадек.
Учёные предполагают, что гипоцентр землетрясения находился в существующем известном разломе. Ударная плоскость 38° примерно параллельна разломам Эдем-Бернсайд и Виллунга на западной стороне горного хребта Лофти, но опускается в противоположном направлении (на восток). Ударная плоскость 172° примерно параллельна разлому Палмера на востоке, но тоже опускается в противоположном направлении (на запад). Разлом Бремера — взброс, опускающийся на восток. Это самый южный очаговый механизм в зоне Маунт-Лофти-Флиндерс.
Зона разломов в районе горы Лофти умеренно активна, в XX веке здесь случилось шесть землетрясений магнитудой от 5 до 6. В центре этой зоны (южные районы Флиндерс) регулярно случаются небольшие землетрясения, но к югу происходит меньше событий. Около Аделаиды происходит очень мало землетрясений. В 1902 году в заливе Сент-Винсент произошло землетрясение магнитудой 6, связанное с этой сейсмической зоной. Самое известное землетрясение произошло в Аделаиде в 1954 году (магнитудой 5,4, в 20 км к югу от города). В течение 1960-х годов произошло два землетрясения магнитудой 4+, в 1970-х годах было несколько землетрясений магнитудой 3+. В ноябре 2009 года произошло землетрясение магнитудой 3,4. В ноябре 2009 года в прибрежной зоне к югу от Аделаиды произошло землетрясение магнитудой 3,4. За несколько недель до 16 апреля 2010 года возле Куитпо произошли три землетрясения. Эти события были глубокими (от 20 до 24 км). Неделю спустя в Куитпо произошло ещё одно небольшое глубокое землетрясение, а в июле произошло небольшое отдельное землетрясение глубиной 17 км. После главного удара афтершоков не было. Таким образом, событие 16 апреля 2010 года стало самым сильным землетрясением в Аделаиде с 1954 года.